# Skačany
Skačany es un municipio del distrito de Partizánske en la región de Trenčín, Eslovaquia, con una población estimada a final del año 2024 de 1327 habitantes.
Se encuentra ubicado al sur de la región, cerca del río Nitra (cuenca hidrográfica del Danubio) y de la frontera con la región de Nitra.

## Demografía
| Año        | 1994 | 2004    | 2014    | 2024    |
| ---------- | ---- | ------- | ------- | ------- |
| Población  | 1252 | 1274    | 1372    | 1327    |
| Diferencia |      | +1,75 % | +7,69 % | −3,27 % |

| Año        | 2023 | 2024    |
| ---------- | ---- | ------- |
| Población  | 1319 | 1327    |
| Diferencia |      | +0,60 % |